# من، ترانه ۱۵ سال دارم
من ترانه ۱۵ سال دارم فیلمی از رسول صدرعاملی با بازی ترانه علیدوستی است. این فیلم محصول سال ۱۳۸۰ و برنده سیمرغ بلورین بهترین کارگردانی (رسول صدر عاملی) و بهترین فیلمنامه (کامبوزیا پرتوی) و بهترین بازیگر نقش اول زن (ترانه علیدوستی) از بیستمین جشنواره فیلم فجر است. رسول صدرعاملی برای این فیلم برنده جایزه ویژه هیئت داوران و نامزد جایزه یوزپلنگ طلایی جشنواره فیلم لوکارنو شد.

## داستان فیلم
ترانه دختر نوجوانی است که مادرش را در کودکی از دست داده و پدرش به دلایلی در زندان به سر می‌برد و با مادربزرگش زندگی میکند؛ ترانه به زندگی عادی‌اش ادامه می‌دهد تا این که پسر پولداری به نام امیرحسین به او پیشنهاد ازدواج می‌دهد. او بعد از اصرار زیاد پسر، قبول می‌کند و ازدواج سر می‌گیرد، ولی بعد از مدت کوتاهی پسر ترانه را رها کرده و به خارج از کشور می‌رود. این در حالی است که ترانه از آن پسر حامله‌ است و چون فقط بین آنها صیغه‌ای قرائت شده و اسم ترانه در شناسنامه پسر نیست، او نمی‌تواند ثابت کند بچه‌ی در شکمش را از آن پسر دارد، در همین حین ترانه مادربزرگش را نیز از دست میدهد و در حالی که همه به او تهمت می‌زنند، ترانه تلاش دیوانه‌واری را برای اعاده‌ی حیثیت از خود و بچه‌اش آغاز می‌کند و...

## بازیگران
| بازیگر             | نقش           | توضیحات                                    |
| ------------------ | ------------- | ------------------------------------------ |
| ترانه علیدوستی     | ترانه پرنیان  | دختر داوود و زهرا ، مادر نغمه              |
| مهتاب نصیرپور      | کشمیری        | مادر امیرحسین                              |
| حسین محجوب         | داوود پرنیان  | فرزند سیف‌الله ، همسر زهرا ، پدر ترانه      |
| میلاد صدرعاملی     | امیرحسین خاتم | پسر خانم کشمیری ، همسر ترانه ، پدر نغمه    |
| نقی صیف جمالی      | آقای محسنی    | دوست داوود پرنیان                          |
| معصومه اسکندری     | عزیز جون      | مادر زهرا ، مادربزرگ ترانه                 |
| نوشین ملکی         | پرند          | دوست ترانه                                 |
| سارا علبپور        | مهری          | دوست ترانه                                 |
| نگار جواهریان      | مریم          | دوست مهری                                  |
| سیاوش چراغی‌پور     | گروهبان زندان |                                            |
| اوژن حقیقی         | جوان سرباز    |                                            |
| مریم فخیمی         | سیما          |                                            |
| فرهاد مشایخی       | قاضی          |                                            |
| عبدالرضا مجلسی     | احمد          | شاگرد مغازه دایی امیرحسین ، خواستگار ترانه |
| پروین میکده        | مادر احمد     |                                            |
| کامران تشرفی       |               | دوست امیرحسین                              |
| منصور میرزا بابایی |               | برادر خانم کشمیری ، دایی امیرحسین          |
| منصور امامی        |               | دایی ترانه                                 |
| شهاب تیموریان      |               | سرباز منکرات                               |

## جوایز
| نامزدشده |

| نامزدشده |